# Jan Sleper
Johannes Bernardus (Jan) Sleper of J.B. Sleper (Hilversum, 18 augustus 1919 – Amsterdam, 3 januari 2000) was een Nederlandse beeldhouwer, schilder, graficus, tekenaar en illustrator.

## Leven en werk

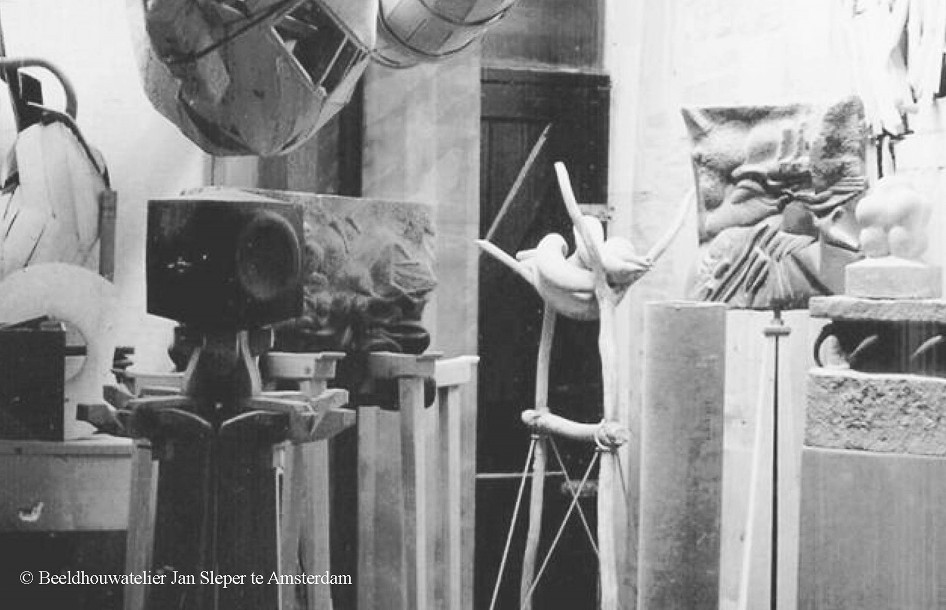
Impressie van het beeldhouwatelier van Jan Sleper te Amsterdam.

Sleper volgde van 1932 tot 1935 een opleiding aan de Amsterdamse Grafische School in Amsterdam en bezocht tussen 1936 en 1942 de ateliers van Co Breman in Laren, Gerard Koekkoek in Hilversum en Willem van Konijnenburg in Den Haag. Hij studeerde van 1938 tot 1942 aan de Rijksakademie van beeldende kunsten in Amsterdam.
Sleper won in 1938 de G.J. Thieme studieprijs, alsmede de Willink van Collenprijs in 1940 voor schilderkunst. Hij ontving de prestigieuze  Prix de Rome voor schilderkunst in 1942 en de Prix de Rome voor grafische kunst in 1948. Gedurende 1949 en 1950 verbleef hij in Italië en Spanje en in 1951 in Frankrijk. In 1953 vestigde hij zich in Breda, waar hij doceerde aan de Academie voor Beeldende Kunsten Sint-Joost. Tot zijn leerlingen behoorden Cor van Gulik, Piet Hohmann, Anneke Kuyper, Jan Michielsen en Ad Willemen.
De kunstenaar was werkzaam als etser, grafisch ontwerper, aquarellist, illustrator, lithograaf, houtgraveur, tekenaar, beeldhouwer en keramist. Hij ontwierp in de jaren 1946 tot 1951 bankbiljetten voor De Nederlandsche Bank, onder andere in 1949 het biljet van 25 gulden. Hij vervaardigde boekbanden en -omslagen, alsmede koper- en houtgravures en litho's voor boekuitgaven van diverse uitgeverijen. Hij was lid van Sint Lucas, de Sociëteit Teisterbant, de Vereeniging tot Bevordering der Grafische Kunst, de Nederlandse Federatie van Beroepsverenigingen van Kunstenaars en de Brabantse Kunststichting.